# Arcania: Fall of Setarrif
Arcania: Fall of Settarif je samostatně spustitelný datadisk ke hře Arcania: Gothic 4, čtvrtému dílu série Gothic. 

## Vývoj
Vyvinula ho firma Spellbound, vydán měl být společností JoWood 25. března 2011.[zdroj?] Ta však 22. března 2011 oznámila, že bylo vydání datadisku odloženo kvůli soudním sporům s BVT Games Fund III.[zdroj?]

## Název
Z názvu bylo v tomto datadisku (oproti původní hře) vypuštěno slovo „Gothic“, neboť práva k němu vlastní Piranha Bytes, bývalá součást JoWoodu.